# Beşir Atalay

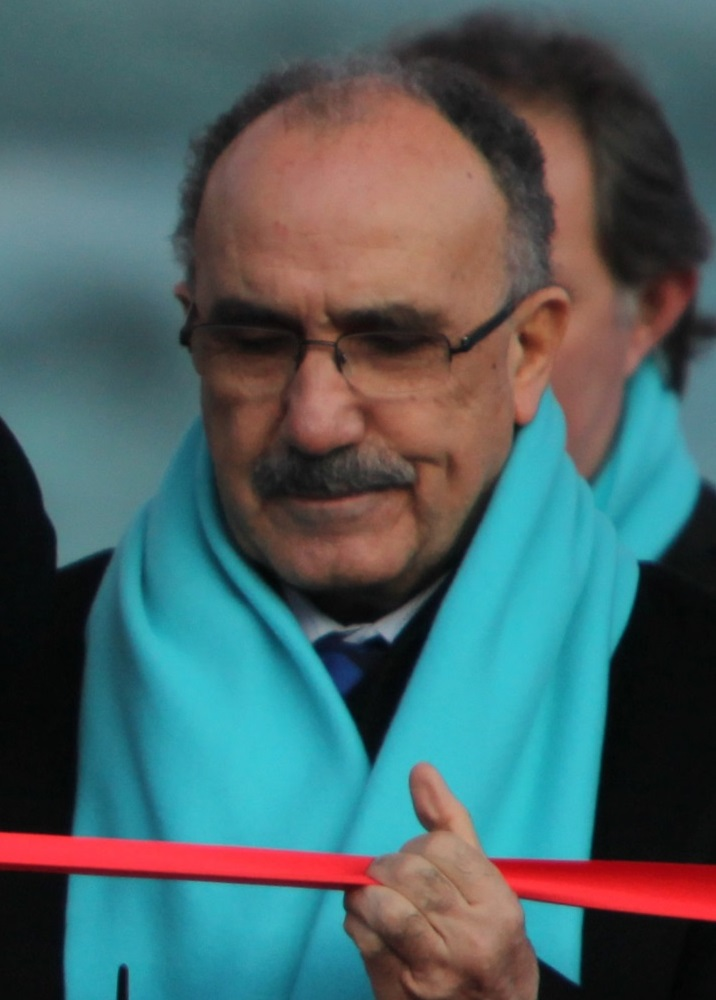
Atalay 2011

Beşir Atalay (* 1. April 1947 im Landkreis Keskin, Provinz Kırıkkale) ist ein türkischer Soziologe, Hochschulprofessor, Politiker und ehemaliger Innenminister.
Atalay begann sein Studium an der Fakultät für Rechtswissenschaften der Universität Ankara. Seine Magister- und Doktorarbeit schrieb Atalay an der Fakultät für Betriebswirtschaft der Atatürk-Universität in Erzurum.
Atalay war Professor an der Atatürk-Universität, an der Marmara-Universität und als Gastprofessor an der University of Michigan tätig. 1983 wurde Atalay Doçent für Soziologie. Atalay war Gründungsrektor an der Kırıkkale-Universität. Er war als Koordinator des Zentrums für soziale Untersuchungen in Ankara und als Bereichsleiter im Amt für Staatsplanung sowie als Mitglied der nationalen UNESCO-Kommission tätig.
Atalay war Abgeordneter der Adalet ve Kalkınma Partisi (AKP) für die Provinz Ankara in 22. Legislaturperiode der Großen Nationalversammlung der Türkei. Des Weiteren war er Staatsminister in der 58. (Kabinett Gül) und 59. (I. Erdoğan-Kabinett) Regierung der Republik Türkei. Atalay war seit dem 29. August 2007 Mitglied des II. Erdoğan-Kabinetts der AKP-Regierung unter Erdoğan, in der bis zum 8. März 2011 als Innenminister tätig war. Im Kabinett Erdoğan III ist er seit 2011 einer von mehreren Stellvertretern des Ministerpräsidenten.
Atalay ist verheiratet und Vater von drei Kindern. Er spricht Englisch.